# Doniphan (Misuri)
Doniphan es una ciudad ubicada en el condado de Ripley en el estado estadounidense de Misuri. En el Censo de 2010 tenía una población de 1997 habitantes y una densidad poblacional de 560,35 personas por km². Está situada al sur del estado, muy cerca de la frontera con Arkansas. 

## Geografía
Doniphan se encuentra ubicada en las coordenadas 36°37′24″N 90°49′19″O / 36.62333, -90.82194. Según la Oficina del Censo de los Estados Unidos, Doniphan tiene una superficie total de 3.56 km², de la cual 3.56 km² corresponden a tierra firme y (0%) 0 km² es agua.

## Demografía
Según el censo de 2010, había 1997 personas residiendo en Doniphan. La densidad de población era de 560,35 hab./km². De los 1997 habitantes, Doniphan estaba compuesto por el 96.64% blancos, el 0.15% eran afroamericanos, el 0.55% eran amerindios, el 0.8% eran asiáticos, el 0% eran isleños del Pacífico, el 0.8% eran de otras razas y el 1.05% pertenecían a dos o más razas. Del total de la población el 1.7% eran hispanos o latinos de cualquier raza.